# کلا رود
رودخانه کلارو یا کلارود رودخانه ای در منطقه بندپی می‌باشد، این رودخانه در کوه‌های البرز منطقه‌های ییلاقی بندپی غربی سرچشمه گرفته و با گذشت چند ده کیلومتر از مسیر کوهستانی و جنگل‌های هیرکانی بندپی با ورود به مسیر جلگه ای و دشت بندپی غربی شالیزارها و زمین‌های زراعی منطقه را سیراب نموده و با ادامه مسیر بسمت شهر بابل و ادغام با رودخانه‌های دیگر رودخانه بابل رود تشکیل می‌گردد که با عبور از بابل و بابلسر در نهایت به دریا وصل می‌گردد.
رودخانه کِلارو از رودخانه‌های بزرگ و پرآب مازندران و شمال می‌باشد که تا دهه‌های پیش علاوه بر تأمین آب مورد نیاز جهت مصرف‌های خانگی یا کشاورزی با خاستگاه ماهیان مختلفی نیز بوده که ماهیگیری نیز در منطقه رواج داشته که طی سال‌های اخیر و ممنوعیت صید در رودخانه وضعیت بهتری را دارا می‌باشد.
عبور رودخانه کلاه رود از مسیر جنگلی موجب زیبایی هرچه بیشتر آن گشته و در فصول مختلف سال محلی مناسب برای گذران اوقات فراغت مردم می‌باشد.
باتوجه به آب بسیار تمیز وزلال این رودخانه بزرگ  عموم مردم شهرستان و گردشگران با حضور در نقاط جنگلی حاشیه رود به شنا و تفریح می‌پردازند.